# 중국 KFC

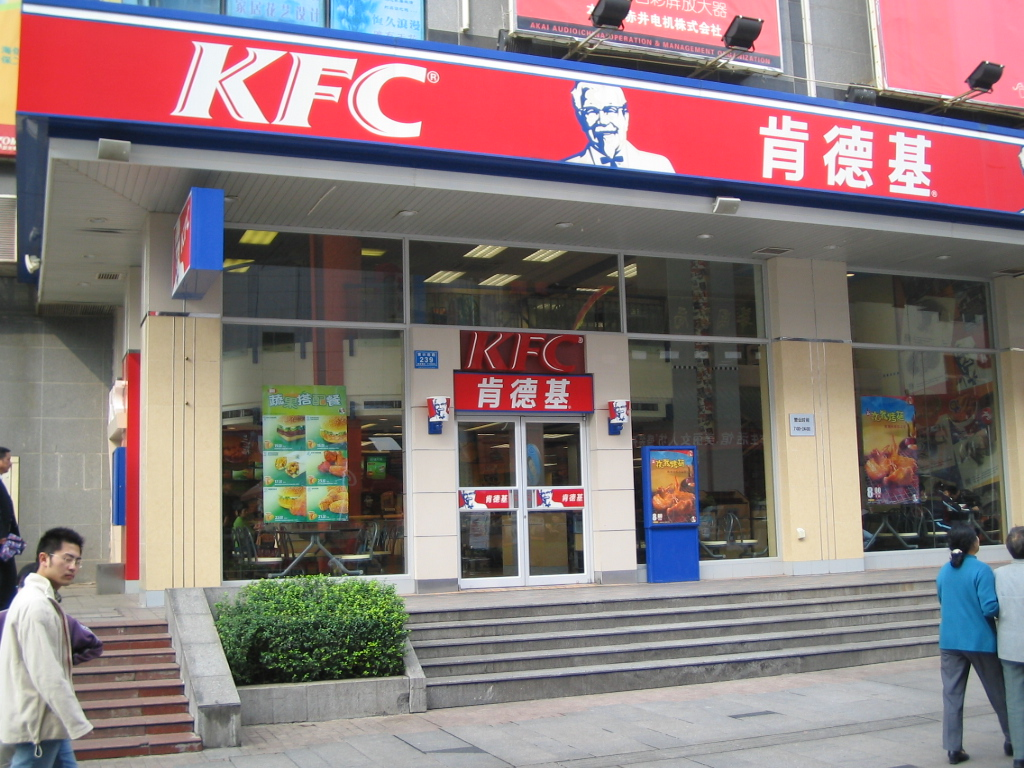
후난성 창사시에 위치한 KFC 매장.

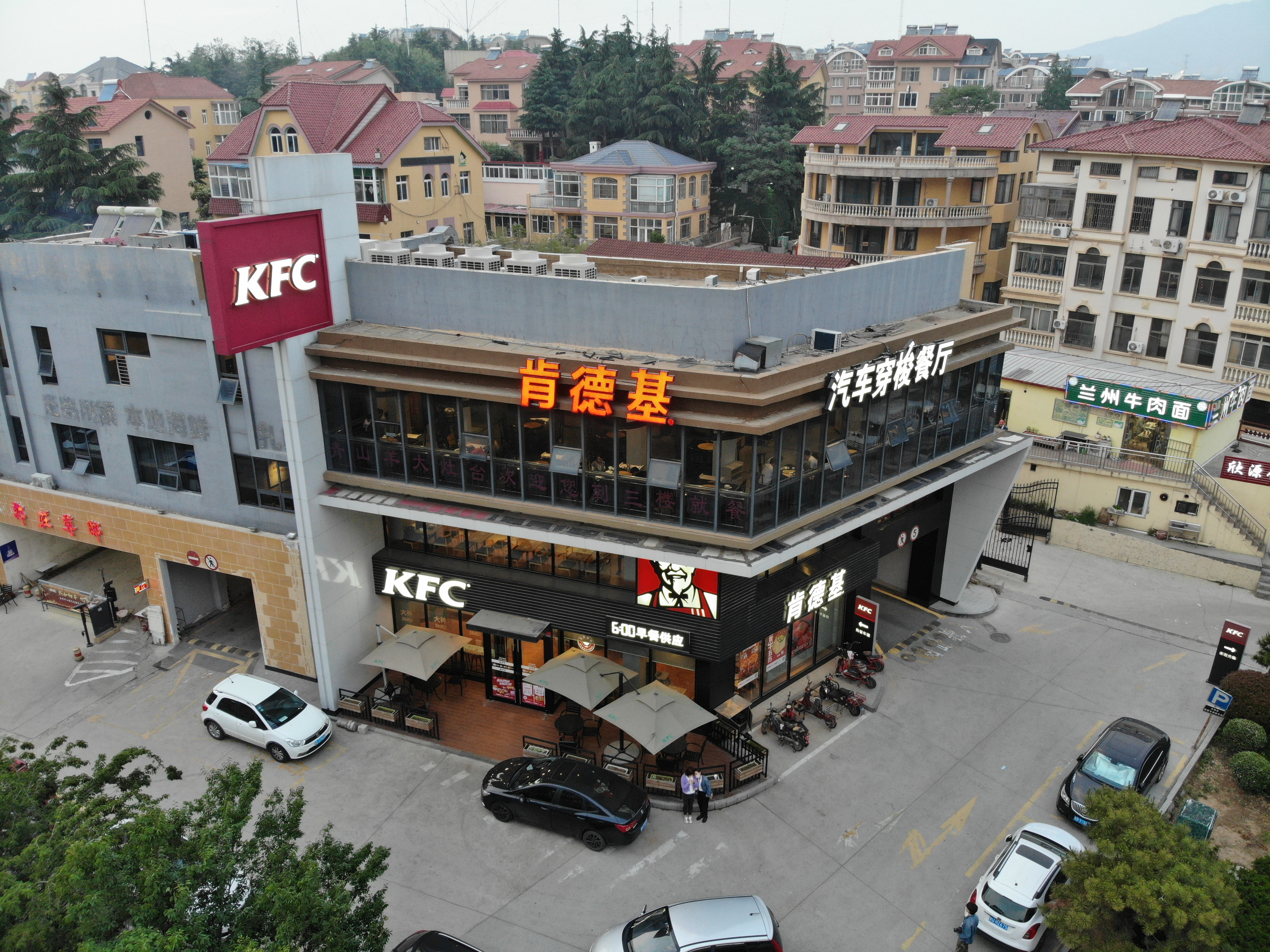
산둥성 칭다오시에 위치한 KFC 드라이브스루 매장.

중국 KFC(중국어: 肯德基, 병음: Kěndéjī 컨더지[*])는 KFC의 중국 현지 법인으로, 1987년에 정식으로 진출한 이래 세계에서 가장 많은 KFC 매장으로 손꼽히고 있다. 2016년부터는 모기업인 얌! 브랜즈의 중국 현지 법인이기도 한 얌차이나 산하 브랜드로 운영되고 있으며, 피자헛·타코벨의 중국 현지 법인도 얌차이나 산하 브랜드에 속한다.
현재 중국에 영업하고 있는 KFC 매장 수는 2018년 기준 5,919개의 KFC 매장을 보유하고 있다. 또한 밀워드 브라운의 조사에 의하면, KFC는 2013년 당시 중국에서 가장 뛰어난 외국계 브랜드로 알려져 왔다. 앞으로는 중국에 있는 KFC 매장은 조만간 6,000개를 넘을 수도 있다. 또한 공급하고 있는 콜라 등 음료 공급 주관사는 펩시이다. 또한 중국 내에서 성공적인 현지화 전략을 이룬 외국계 업체 중의 하나이기도 하다.

## 같이 보기
- 일본 KFC

## 참고 문헌
- Warren Liu. KFC: Secret Recipe for Success. Wiley. 26 September 2008.
- Drewery, Hayden (University of North Florida). "West Meets East: KFC and Its Success in China." Armstrong Undergraduate Journal of History, Armstrong State University.